# Pi6 Orionis
Pour les articles homonymes, voir Pi Orionis.
Désignations
Pi6 Orionis (en abrégé π6 Ori) est une étoile de la constellation d'Orion. Elle est visible à l'œil nu avec une magnitude apparente de 4,47. L'étoile présente une parallaxe annuelle de 3,45 mas mesurée par le satellite Hipparcos, ce qui indique qu'elle est située à environ ∼ 950 a.l. (∼ 291 pc) de la Terre. À cette distance, sa magnitude visuelle est diminuée de 0,52 en raison de l'extinction créée par la poussière interstellaire. Elle s'éloigne du Système solaire à une vitesse radiale de +15 km/s.
Pi6 Orionis est une étoile géante lumineuse rouge de type spectral K2-IIb, qui  apparaît être sur la branche horizontale du diagramme de Hertzsprung-Russell et qui est donc déjà passée par la phase de la branche des géantes rouges. C'est une étoile variable suspectée avec une variation rapportée entre les magnitudes 4,45 et 4,49. Pi6 Orionis fait plus de quatre fois la masse du Soleil et son rayon est autour de 88 fois plus grand que le rayon solaire. Au cours de sa vie, l'étoile apparaît avoir perdu et expulsé 0,04 ± 0,01 M☉ dans l'espace. Sa température de surface est de 4 217 K et elle est autour de 2 200 fois plus lumineuse que le Soleil.